# Trần Mạnh Hùng (nhạc sĩ)
Trần Mạnh Hùng (sinh năm 1973) là một nhạc sĩ người Việt Nam. Ông là một trong những nhạc sĩ đáng chú ý tại Việt Nam trong chuyển soạn, phối khí nhạc giao hưởng. Trần Mạnh Hùng còn được đánh giá là một trong những nhạc sĩ thành công của nền khí nhạc hiện đại Việt Nam. Ông được tặng Giải thưởng Nhà nước về Văn học Nghệ thuật vào năm 2017.

## Thân thế
Trần Mạnh Hùng sinh ngày 18 tháng 2 năm 1973. Nguyên quán của ông ở Nam Định. Trần Mạnh Hùng tốt nghiệp Đại học chuyên ngành sáng tác năm 2000 và tốt nghiệp cao học loại xuất sắc chuyên ngành sáng tác năm 2007 tại Nhạc viện Hà Nội. Trong quá trình hoạt động nghệ thuật, ông cũng đã từng công tác tại Nhà hát Ca Múa Nhạc Thăng Long, cũng như làm cộng tác với Đoàn Ca Nhạc Đài Tiếng nói Việt Nam.

## Sự nghiệp

### Trước năm 2010
Ông từng làm giảng viên chuyên ngành sáng tác tại Học viện Âm nhạc Quốc gia, sau đó ở Trường Đại học Văn Hóa Nghệ thuật Quân đội cơ sở II tại Thành phố Hồ Chí Minh. Năm 2007, sau khi tốt nghiệp cao học chuyên ngành sáng tác, Trần Mạnh Hùng xây dựng ý tưởng và chuyển soạn toàn bộ các ca khúc trong CD "Vinh quang Việt Nam" thành các tác phẩm thanh nhạc cùng dàn nhạc giao hưởng. Sau gần 2 tháng làm việc liên tục với dàn nhạc giao hưởng hơn 30 nhạc công cùng những chuyến đi thực tế, CD những tác phẩm thanh nhạc "Vinh quang Việt Nam" đã được phát hành vào ngày 10 tháng 5 năm 2007 trên toàn Việt Nam, trở thành CD đầu tiên tại Việt Nam có nội dung ca ngợi Hồ Chí Minh được thực hiện với phần đệm của dàn nhạc giao hưởng. Cũng từ năm 2007, ông liên tiếp đoạt giải Nhất của Hội nhạc sĩ Việt Nam 4 năm liền. Cũng trong thời gian này, ông còn giành thêm 1 giải nhì ở thể loại sáng tác nhạc cụ dân tộc độc tấu.
Năm 2009, Trần Mạnh Hùng tham gia hoà âm 7 ca khúc cho ca sĩ Lan Anh thu âm và ra mắt bộ CD-DVD. Cùng năm, Trần Mạnh Hùng được trao giải nhất giải thưởng của Hội Nhạc sĩ Việt Nam là bản romance "Giấc mơ mùa lá", cũng là 1 trong 2 tác phẩm duy nhất đoạt giải viết về Hà Nội. Báo Chính phủ Việt Nam cho biết tác phẩm này có nội dung "hoài niệm một thời về Hà Nội cổ kính, trải qua đạn bom, khói lửa". Tác phẩm "Lệ Chi Viên" dựa trên vụ án nổi tiếng Lệ Chi Viên trong lịch sử Việt Nam cũng mang lại cho ông thành công nhất định khi đoạt giải nhất hạng mục giao hưởng của tổ chức này. "Lệ Chi Viên" được sáng tác theo đơn đặt hàng của Festival Âm nhạc Beethoven tại Đức vào tháng 9 năm 2009. Trong khoảng thời gian này, tên ông đã xuất hiện với vai trò là nhạc sĩ phối khí trên hàng loạt bìa đĩa của các ca sĩ nổi tiếng như Thanh Lam, Lê Minh Sơn, Trọng Tấn, Lan Anh... tuy vậy ông lại ít khi xuất hiện tại các cuộc họp báo ra mắt album.

### Năm 2010 – 2015
Năm 2010, trước thực trạng ca khúc tại Việt Nam được ra đời dễ dàng với số lượng lớn cùng với việc báo chí lên án sự lạm phát của nhạc sĩ, Trần Mạnh Hùng bày tỏ "Những người làm âm nhạc Việt Nam cần tỉnh giấc". Bản romance "Ơi mẹ làng Sen" của ông tiếp tục giành Giải Nhì sáng tác thanh nhạc của Bộ Văn hoá Du lịch và Thể thao Việt Nam. Hợp ca "Thiêng liêng Tổ quốc tôi" cũng giành được Giải Nhất cuộc vận động sáng tác ca khúc về quê hương, đất nước của Đài truyền hình thành phố Hồ Chí Minh năm 2011. Giao hưởng thơ "Hào khí Thăng Long" của nhạc sĩ được Dàn nhạc giao hưởng Việt Nam biểu diễn trong chương trình chuỗi tác phẩm chào mừng sự kiện đại lễ 1000 năm Thăng Long – Hà Nội. Sau đó tác phẩm tiếp tục lại được biểu diễn lần thứ hai ở trong chương trình Điều còn mãi của VietNamNet. Ca khúc "Thế giới không chiến tranh" còn được sáng tác và biểu diễn trong Lễ Phật đản năm 2010. Năm 2011, Trần Mạnh Hùng làm cố vấn âm nhạc cho các nghệ sĩ đàn dây đến từ Nhà hát lớn Hà Nội, Nhà hát Nhạc vũ kịch và Học viện Âm nhạc Quốc gia nhằm tham gia biểu diễn sự kiện "Giao hưởng LUALA", một sự kiện âm nhạc trong đó dàn nhạc giao hưởng biểu diễn miễn phí ở đường phố Hà Nội.
Năm 2012, trường Đại học Văn hóa nghệ thuật Quân đội mở thêm cơ sở mới ở Thành phố Hồ Chí Minh và cử Trần Mạnh Hùng vào làm công tác chuyên môn. Lúc này ông đang có bệnh về hô hấp nên cho rằng thời tiết tại Thành phố Hồ Chí Minh sẽ phù hợp cho công việc và sinh sống hơn. Sau đó, ông cùng vợ và con chuyển vào sinh sống tại đó. Trần Mạnh Hùng từng có thời gian di chuyển vào thành phố Hồ Chí Minh trong tình trạng không gia đình, không công việc, cũng như không cả vợ con bên cạnh. Ông đã mang một số lượng máy móc công việc để trong một khách sạn mini của một người bạn cho thuê giá rẻ lâu dài. Trước khi chuyển vào sống, album chung "Giấc mơ mùa lá" của họ đã kịp hoàn thành sau nhiều lần lỡ hẹn. Album này được vợ chồng ông lên kế hoạch thực hiện từ trước đó 5 năm. Album gồm những 9 ca khúc, trong đó có 6 ca khúc có nội dung về Hà Nội của nhiều thế hệ nhạc sĩ khác nhau, trong đó có bài hát chủ đề "Giấc mơ mùa lá" do chính Trần Mạnh Hùng sáng tác. Sau hơn hơn ba tháng tìm nơi cư trú, cặp vợ chồng chọn một căn hộ ở quận 7, có kết cấu không quá thấp để tránh hơi ẩm có thể ảnh hưởng đến chứng viêm mũi của Trần Mạnh Hùng. Năm 2014, Trần Mạnh Hùng gây được sự quan tâm của công chúng khi buổi trình diễn tổ khúc "Dòng chảy" ra mắt, tác phẩm được viết như một vở diễn hoàn chỉnh dựa trên chất liệu dân ca ba miền của Việt Nam. Tổ khúc này gồm 21 bài dân ca, mở đầu là mùa xuân tượng trưng cho sự sinh sôi nảy nở của sự sống.

### Năm 2015 – 2020
Đầu năm 2015, tác phẩm giao hưởng thơ "Ðiện Biên Phủ" của Trần Mạnh Hùng được biểu diễn tại Brasil trong Liên hoan âm nhạc Montanhas. Giải thích lý do chọn "Ðiện Biên Phủ" để giới thiệu đến khán giả Brasil, nhạc trưởng Trần Vương Thạch cho biết tác phẩm của Trần Mạnh Hùng sử dụng chất liệu âm nhạc dân gian của vùng núi phía Bắc Việt Nam, qua đó mang đậm màu sắc, dấu ấn của một tác phẩm âm nhạc Việt Nam. Ông tiếp tục làm người phối khí nhiều tác phẩm cho dàn nhạc trong chương trình "Điều còn mãi" năm 2015, khiến cho Trần Mạnh Hùng trở thành gương mặt quen thuộc của chương trình. Năm 2016, Trần Mạnh Hùng ra mắt công chúng Thành phố Hồ Chí Minh chương trình biểu diễn giao hưởng hóa dân ca Việt Nam. Có nhiều bài dân ca và cả những vở diễn hoàn chỉnh được ông sáng tác dựa trên chất liệu dân ca ba miền của đất nước này, sau đó được ông chuyển soạn cho dàn nhạc giao hưởng và thính phòng biểu diễn. Trong số các album đã xuất bản của Trần Mạnh Hùng, "Yếm đào xuống phố" là tác phẩm có sự kết hợp giữa nhạc Jazz và nhạc Chèo. Trước đó một thời gian, Trần Mạnh Hùng và đoàn nghệ sĩ Việt Nam còn được mời sang Nga trình diễn tác phẩm "Khúc giao hòa mùa xuân" chuyển soạn cho dàn nhạc giao hưởng biểu diễn cùng dàn nhạc dân tộc, ban nhạc nhẹ và các ca sĩ.
Sau thành công của chương trình "Amore Musica – Tình yêu và âm nhạc" tổ chức tháng 3 năm 2013, Hồng Vy tiếp tục là một trong những nghệ sĩ khởi xướng ý tưởng thực hiện đêm nhạc "Plaisir d'Amour" tổ chức năm 2016 và do Trần Mạnh Hùng làm giám đốc âm nhạc. Cùng năm, ông tiếp tục đảm nhận vai trò nhạc sĩ phối khí cho nhiều tác phẩm trong chương trình "Điều còn mãi" sau một vài năm gián đoạn. Năm 2017, Trần Mạnh Hùng được nhà nước Việt Nam trao Giải thưởng Nhà nước về Văn học nghệ thuật. Cuối năm đó, Trần Mạnh Hùng sáng tác bài "Quê mẹ", được đánh giá là một bài hát có ý nghĩa rất lớn đối với ca sĩ Tân Nhàn mà ông viết để dành tặng riêng cho cô.
Đầu năm 2019, live show "Trở về" của Tân Nhàn do Trần Mạnh Hùng phối khí sẽ diễn ra tại Cung Văn hóa hữu nghị Hà Nội vào ngày 23 tháng 2 năm 2019, tuy nhiên vì Hội nghị thượng đỉnh Mỹ – Triều được tổ chức tại Việt Nam, địa điểm này đã bị sử dụng làm trung tâm báo chí nên Tân Nhàn phải hoãn live show sang ngày 16 tháng 3. Trong một cuộc gặp gỡ, Trần Mạnh Hùng bày tỏ nhiều vấn đề trong âm nhạc Việt Nam, trong đó ông cho rằng các nghệ sĩ trong dàn nhạc không quen biểu diễn âm nhạc chuyên nghiệp của thế giới, còn âm nhạc dân gian thì "chỉ đánh theo trí nhớ, lòng bản". Ông cũng cho biết các nhạc cụ cổ truyền của Việt Nam hiện vẫn sản xuất một cách "thiếu khoa học, độ cộng hưởng, độ ổn định của nhạc cụ không cao" đồng thời phê bình lối chế tác đàn thủ công, truyền nghề, theo cảm tính. Cuối năm 2019, Trần Mạnh Hùng làm giám đốc nghệ thuật cho buổi hoà nhạc "Trăng Hát" của ca sĩ Phạm Thùy Dung diễn ra ngày 29 tháng 9 tại Nhà hát Lớn Hà Nội. "Trăng hát" được giới thiệu gồm ba phần. Trần Mạnh Hùng bày tỏ mong muốn mang tính học thuật, hàn lâm, cổ điển trong âm nhạc ra để trình diễn trong buổi hoà nhạc này. Trước đó, nữ ca sĩ Phạm Thuỳ Dung cũng đã phải thuyết phục ông đứng ra làm giám đốc nghệ thuật. Về phía Trần Mạnh Hùng, ông cho rằng sự kết hợp này có lợi. Trần Mạnh Hùng đã bay qua bay lại giữa Thành phố Hồ Chí Minh và Hà Nội suốt 2 tháng để luyện tập từng bài, có lúc ông phải vào Thành phố Hồ Chí Minh để làm việc với một người duy nhất trong vòng 1 tháng. Sau đó, Trần Mạnh Hùng tiếp tục phối khí cho 10 ca khúc cách mạng trong llbum "Hát đợi anh" mà Đinh Trang ra mắt cùng năm.
Một số chương trình mà ông sản xuất cho Đăng Dương, Lan Anh và Phạm Thùy Dung trong thời gian này đều có sự xuất hiện của Dàn nhạc Giao hưởng Mặt Trời (SSO). Cùng năm, ông tiếp tục nhận lời trong một vai trò mới như nhà soạn nhạc phim cho "Truyền thuyết về Quán Tiên". Nhân dịp Ngày phụ nữ Việt Nam năm 2019, Trần Mạnh Hùng tiếp tục làm phối khí âm nhạc cho ca sĩ Đinh Trang video ca nhạc "Tình em", trong đó cô biểu diễn bài hát "Tình em" của nhạc sĩ Huy Du. Trong quá trình thu âm, Trần Mạnh Hùng đã từng bắt cô phải thu rất nhiều lần.

### Năm 2020 – nay
Năm 2021, Trần Mạnh Hùng liên tục đảm nhận công việc giám đốc âm nhạc, cố vấn âm nhạc trong những chương trình của các tài năng trẻ âm nhạc thính phòng. Trong phóng sự phát xen kẽ tại chương trình "Con đường âm nhạc – Phạm Thu Hà" diễn ra ngày 7 tháng 8 năm 2022, Trần Mạnh Hùng bày tỏ ca sĩ Phạm Thu Hà "có phẩm cách và tố chất của một ngôi sao lớn". Tháng 11 năm 2022, Trần Mạnh Hùng chuyển soạn Album "dongvui harmony" của rapper Đen Vâu sang nhạc giao hưởng và được nhạc trưởng Đồng Quang Vinh cùng dàn nhạc giao hưởng hơn 100 thành viên biểu diễn tại Học viện Âm nhạc Quốc gia Việt Nam. Cuối năm 2021, một dự án opera mới mang tên "Công nữ Anio" đã được ra mắt để chào mừng kỷ niệm 50 năm thiết lập quan hệ ngoại giao giữa Nhật Bản và Việt Nam. Dự án này được khởi xướng nhằm thúc đẩy giao lưu và hữu nghị Nhật Bản-Việt Nam thông qua âm nhạc và sẽ được biểu diễn tại Nhà hát Lớn Hà Nội vào tháng 9 năm 2023. Trần Mạnh Hùng được đảm nhậm công việc giám đốc âm nhạc. Nội dung và chủ đề của vở opera này lấy mô típ dựa trên câu chuyện tình yêu có thật giữa công nữ Ngọc Hoa (công nữ Anio) của Hội An – Việt Nam và Araki Sotaro, một thương nhân tỉnh Nagasaki – Nhật Bản vào thời mậu dịch Châu Ấn thuyền ở đầu thế kỷ 17.

## Đời tư
Trần Mạnh Hùng từng kết hôn với ca sĩ Hồng Vy, con gái nghệ sĩ nhân dân Doãn Tần. Hồng Vy cho rằng Trần Mạnh Hùng là người đồng hành và giúp cô thực hiện những sản phẩm âm nhạc chất lượng. Trần Mạnh Hùng cũng là người đưa ra những lời khuyên để nữ ca sĩ có một định hướng âm nhạc tốt, hòa nhập với thị trường âm nhạc Việt Nam hiện đại. Họ có một người con trai là Chí Nam.
Năm 2017, Hồng Vy ly hôn với Trần Mạnh Hùng. Sau cuộc hôn nhân, cô đưa con ra Hà Nội để chăm sóc bố mình là Doãn Tần. Thời điểm chưa ly hôn, hai người được đánh giá là "cặp nghệ sĩ tài năng, hỗ trợ lẫn nhau trên con đường tìm tòi nghệ thuật". Cô qua đời ngày 5 tháng 5 năm 2023 ở tuổi 44 sau một thời gian điều trị bệnh ung thư buồng trứng.
Tính tới tháng 8 năm 2024, Trần Mạnh Hùng hiện đang sống với người vợ mới là giảng viên piano cùng 3 người con (2 trai và 1 gái).

## Nhận định
Trần Mạnh Hùng là một trong những nhạc sĩ thành công của nền khí nhạc hiện đại Việt Nam. Ông còn là người đứng sau các sản phẩm âm nhạc chất lượng của nhiều ca sĩ như Tùng Dương, Lê Minh Sơn, Thanh Lam đồng thời cũng là nhạc sĩ gây được sự chú ý trong giới âm nhạc Việt Nam về lĩnh vực hòa âm, phối khí, sáng tác. Tuy vậy, ông cũng thường bị nhận xét là khó tính trong âm nhạc. Lí giải về điều này, Trần Mạnh Hùng cho biết vì ông luôn muốn đạt thêm nhiều "mức khác" trong công việc thay vì chấp nhận là "ổn".
Năm 2010, Trần Mạnh Hùng được nhận định là có thành công nhất định ở cả hai thể loại là giao hưởng và ca khúc nghệ thuật. Nhạc sĩ Doãn Nho cũng từng tỏ ra thích thú "Lệ Chi Viên" của Trần Mạnh Hùng và cho rằng tác phẩm có "nhiều điều khá mới mẻ" và "đi vào lòng người". Qua tác phẩm "Dòng chảy", nghệ sĩ ưu tú Trần Vương Thạch đánh giá cao Trần Mạnh Hùng không chỉ ở khả năng hòa âm phối khí rất tốt mà ông còn có khả năng kết nối các bài dân ca từ các vùng miền khác nhau để trở thành một vở diễn hoàn chỉnh. Báo Sài Gòn Giải Phóng cho rằng những tác phẩm của Trần Mạnh Hùng ở cả lĩnh vực sáng tác giao hưởng và ca khúc thính phòng thường khơi gợi những cảm xúc sâu lắng, ngoài ra có kết hợp quan điểm kỹ thuật chuẩn mực thế giới không thể thiếu đi cách thức tiếp nhận âm nhạc của người Việt.

## Giải thưởng
- Từ năm 2007: liên tiếp đoạt giải Nhất của Hội nhạc sĩ Việt Nam 4 năm liền[3] và 1 giải nhì ở thể loại sáng tác nhạc cụ dân tộc độc tấu.[4]
- 2009: Giải Nhất của Hội Nhạc sĩ Việt Nam với bản romance "Giấc mơ mùa lá".[6]
- 2010: Giải Nhì sáng tác thanh nhạc của Bộ Văn hoá Du lịch và Thể thao Việt Nam với romance "Ơi mẹ làng Sen".[3]
- 2011: Giải Nhất cuộc vận động sáng tác ca khúc về quê hương, đất nước của Đài truyền hình thành phố Hồ Chí Minh với Hợp ca "Thiêng liêng Tổ quốc tôi".[3]

## Vinh danh
Trần Mạnh Hùng giành được Giải thưởng Nhà nước về Văn học Nghệ thuật vào năm 2017 với các tác phẩm: giao hưởng 4 chương Một nửa cõi trầm; giao hưởng thơ Lệ Chi Viên; các ca khúc: Giấc mơ mùa lá, Gió lộng bốn phương, Ơi mẹ làng Sen.

## Tranh cãi
Vào ngày 30 tháng 6 năm 2025, Trần Mạnh Hùng đã đăng trên trang cá nhân một bài viết có nội dung tố cáo nhạc trưởng Trần Nhật Minh về hành vi tự ý sửa đổi tác phẩm "Anh ở nơi đâu" một cách "thậm tệ" mà không được sự đồng ý của ông.